# مايك ويست
مايك ويست هو سباح كندي، ولد في 31 أغسطس 1964 في كيتشنر في كندا.

## روابط خارجية
- مايك ويست على موقع أوليمبيديا (الإنجليزية)